# Закаспийская железная дорога

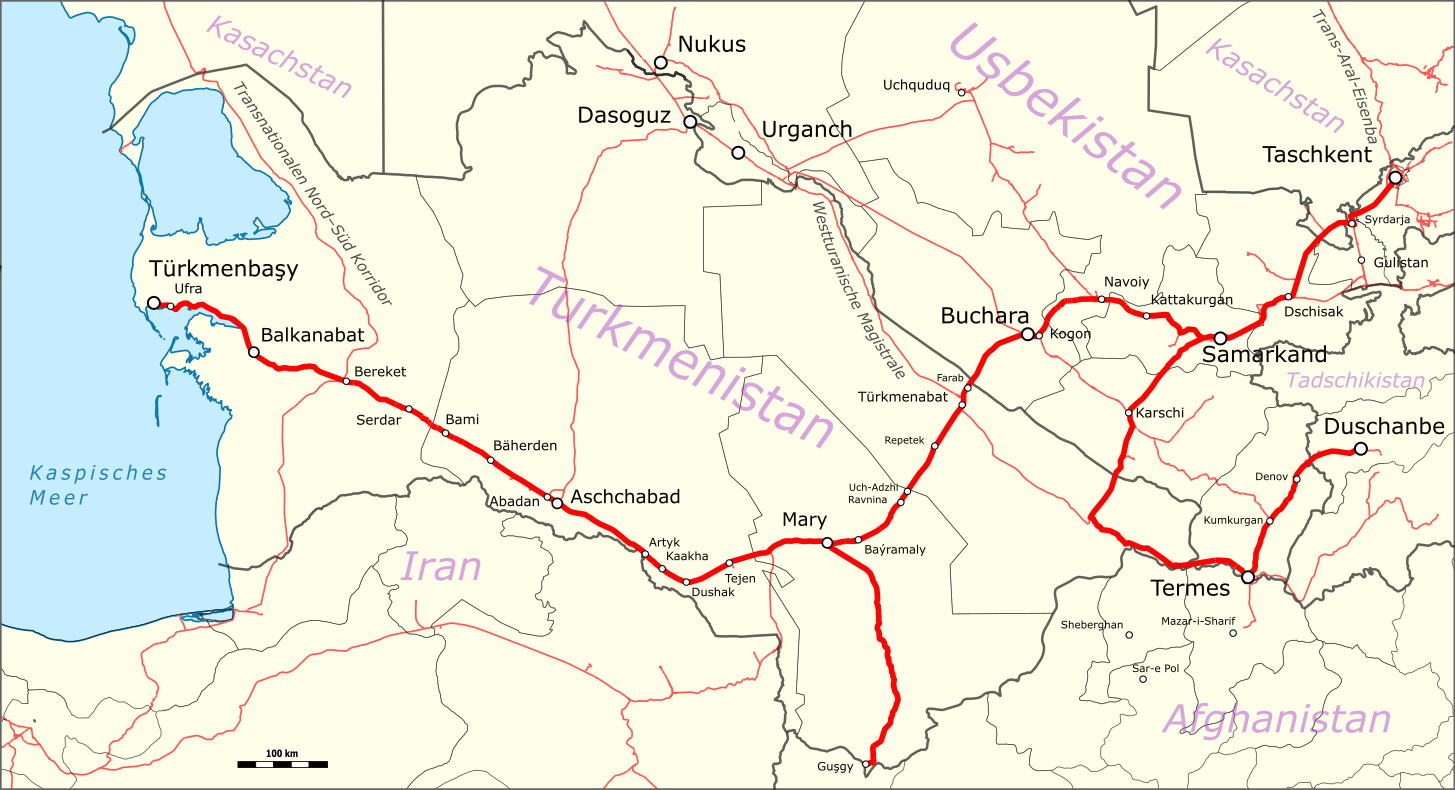
Современная карта дороги.

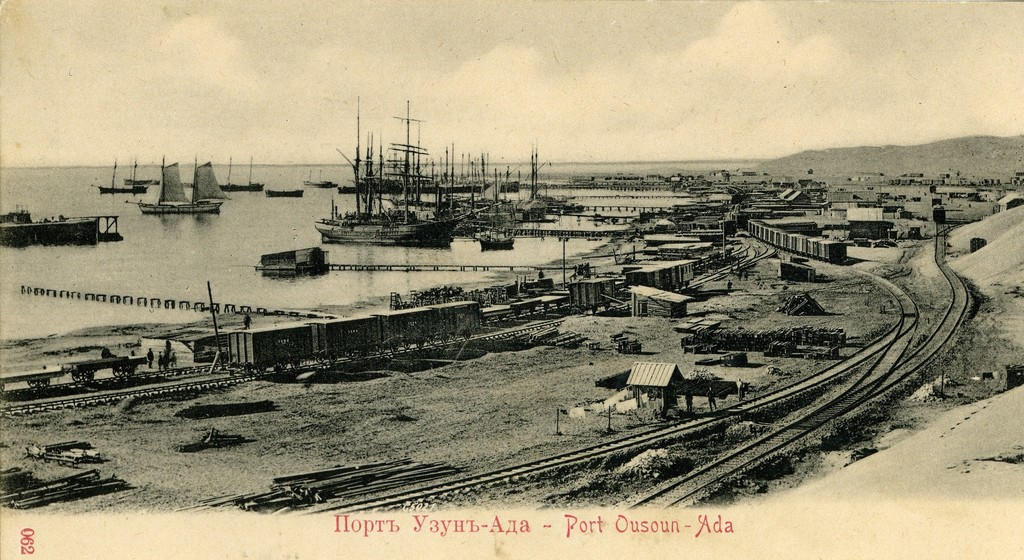
Порт Узун-Ада.

Закаспийская военная железная дорога, Закаспи́йская желе́зная доро́га — военная железная дорога, построенная в 1880—1891 годах российскими железнодорожными батальонами в Закаспийской области России.

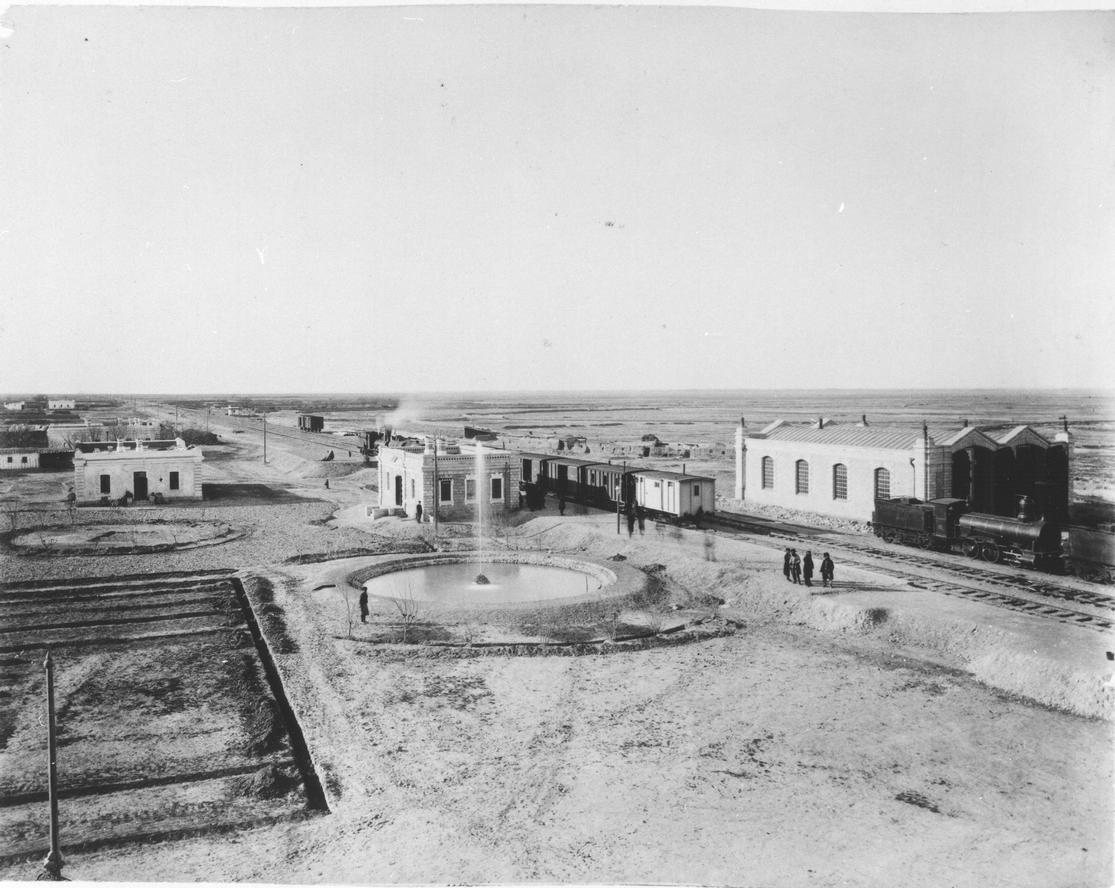
Станция Бахарден Закаспийской железной дороги, 1890 год

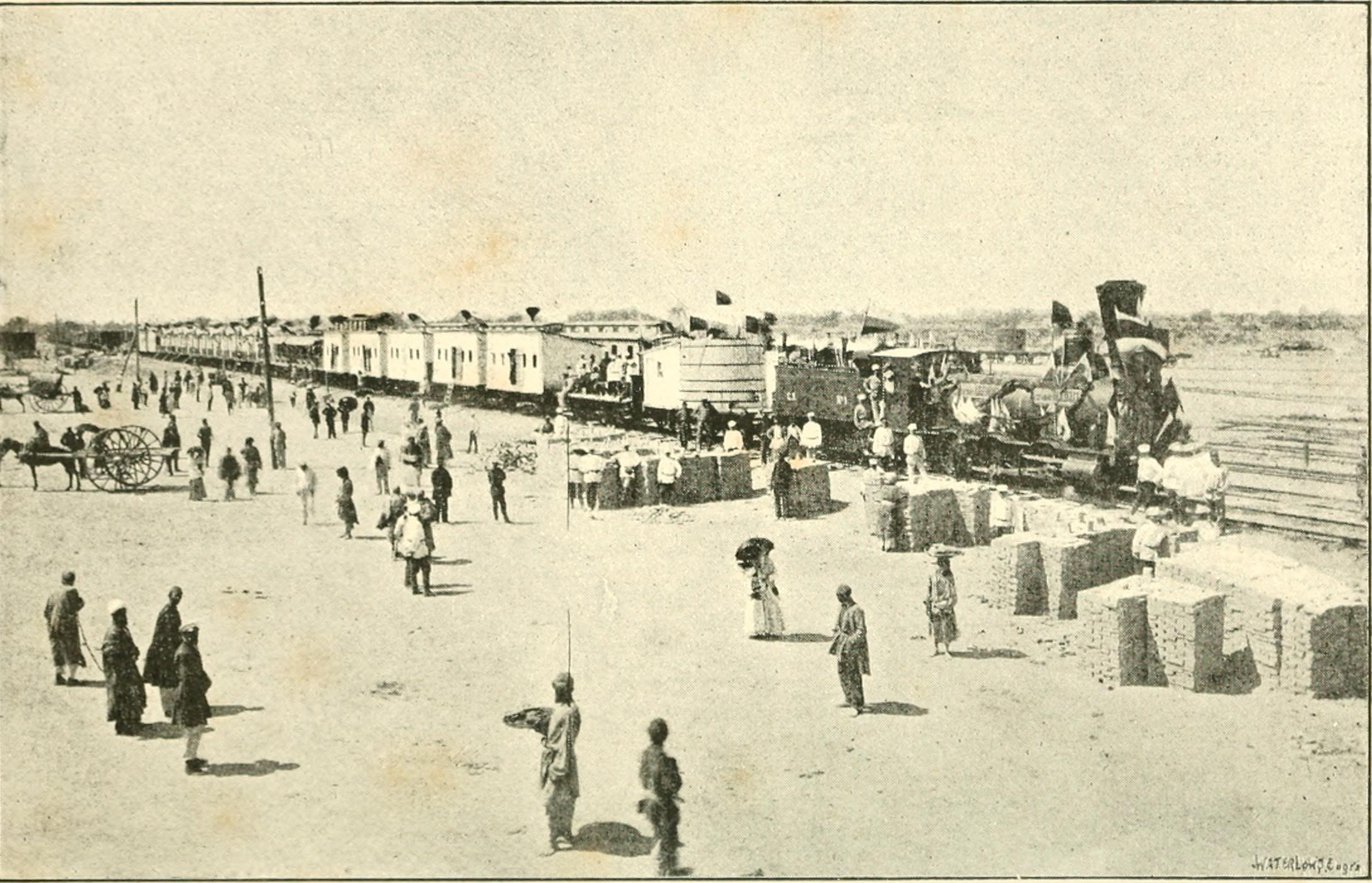
Прибытие первого поезда в Самарканд, 1890 год.

## История
Постройка военной железной дороги была начата в 1880 году. Причиной постройки стала экспедиция генерала М. Д. Скобелева в Ахал-Текинский оазис и осада крепости Геок-Тепе.
Дорога на первом её участке строилась узкоколейной с дековилевской колеёй, на первых 25 верстах предполагалась паровая тяга, а далее конная. Однако вскоре это решение было пересмотрено и дорогу продолжили строить с колеёй 1524 мм, перешит был на русскую колею и первый участок.
Дорога начиналась от станции Узун-Ада на побережье Каспийского моря, но потом была проложена линия до порта Красноводск.
Здесь, на Закаспийской дороге, инженер И. Н. Ливчак применил разработанную им новую технологию механизированной укладки железнодорожного пути.
Первоначально дорога служила только нуждам Русской императорской армии, однако впоследствии у дороги появилось и хозяйственное значение, в 1888 году (после открытия моста через Амударью и открытия сообщения с Самаркандом) дорога из убыточной превратилась в доходную.
В 1890-е годы проектированием дороги занимался В. А. Обручев. Строителем дороги был генерал М. Н. Анненков.
С 1 января 1899 года Закаспийская военная железная дорога передана в ведение Министерства путей сообщения, став называться Закаспийской железной дорогой.
1 мая 1899 года Управлению Закаспийской железной дороги была передана для постоянной эксплуатации строящаяся Среднеазиатская железная дорога (бывшая Самарканд-Андижанская) с присвоением объединенной дороге названия Среднеазиатская. Таким образом, Закаспийская железная дорога вошла в состав Среднеазиатской железной дороги.

## Основные линии
На 1913 год протяжённость железной дороги — 1 717 вёрст. В том числе:
- Главный ход: Красноводск — Мерв — Самарканд. 1415 вёрст (1510 км).
- Боковые ветки: Мерв — Кушка — Торгунди (Афганистан). 302 версты (322 км).

Отсчёт расстояний по главному ходу — от Красноводска.
Указаны только конечные, крупные и узловые станции, являющиеся таковыми на 1913 год.
| раздельная станция | верста | примечания                          |
| ------------------ | ------ | ----------------------------------- |
| Красноводск        | 0      | Порт, главная база снабжения дороги |
| Казанджик          | 246    | База снабжения дороги, депо         |
| Кизил-Арват        | 315    |                                     |
| Асхабад            | 530    | Управление дороги                   |
| Каахка             | 641    |                                     |
| Теджен             | 724    |                                     |
| Мерв               | 842    | узловая станция                     |
| Аму-Дарья          | 1070   |                                     |
| Бухара             | 1182   |                                     |
| Катты-Курган       | 1343   |                                     |
| Самарканд          | 1415   | соединение с Ташкентской ж/д        |

| раздельная станция | верста | примечания      |
| ------------------ | ------ | --------------- |
| Мерв               | 0      | узловая станция |
| Сары-Язы           | 140    |                 |
| Кушка              | 295    |                 |
| Торгунди           | 302    | Афганистан      |

## Заметки
Снимки и рассказы французского фотографа Поля Надара вдохновят Жюля Верна на написание своего романа «Клодиус Бомбарнак», посвящённого Закаспийской военной железной дороге, продленной до самого Пекина.
Большая Трансазиатская магистраль (железная дорога) была выдумана для произведения автором, так как ко времени написания романа российская Закаспийская железная дорога не доходила до Коканда (тогда находившегося в сфере влияния Российской империи) и не была связана с Китайской железной дорогой. Связь всё ещё не существует и на сегодняшний день, но в отдалённой перспективе планируется её реализация в рамках проекта «Железнодорожная магистраль Китай — Киргизия — Узбекистан».